# Gatton National Park
Gatton National Park är en park i Australien. Den ligger i delstaten Queensland, omkring 73 kilometer väster om delstatshuvudstaden Brisbane.
Runt Gatton National Park är det glesbefolkat, med 19 invånare per kvadratkilometer.. Närmaste större samhälle är Gatton, nära Gatton National Park.
I omgivningarna runt Gatton National Park växer huvudsakligen savannskog. Genomsnittlig årsnederbörd är 1 104 millimeter. Den regnigaste månaden är januari, med i genomsnitt 229 mm nederbörd, och den torraste är augusti, med 34 mm nederbörd.